# Český národní korpus
Český národní korpus (ČNK) je soubor jazykových korpusů, různě vybraných a uspořádaných sbírek elektronicky zaznamenaných textů pro češtinu. Slouží jako datová základna pro vědecké studium psané i mluvené češtiny, pro tvorbu jazykových slovníků, počítačových překladačů a korektorů a podobně. ČNK buduje a spravuje Ústav Českého národního korpusu při Filozofické fakultě UK v Praze. Ředitelem ústavu byl Mgr. Michal Křen, Ph.D. a po něm je ředitelem Mgr. Michal Škrabal, Ph.D.

## Software
Jako korpusový manažer je užíván otevřený software NoSketch Engine, jehož autorem je docent Pavel Rychlý z Centra zpracování přirozeného jazyka na Fakultě informatiky Masarykovy univerzity.
Tento software dovoluje prohledávání a správu korpusů a skládá se ze dvou hlavních modulů – korpusového manažeru Manatee a jeho webového grafického rozhraní Bonito.
ČNK ovšem místo Bonita využívá vlastní software KonText.